# Pachyderes
Pachyderes là một chi bọ cánh cứng trong họ 
Elateridae.
Chi này được miêu tả khoa học năm 1834 bởi Guérin-Méneville.

## Các loài
Các loài trong chi này gồm:
- Pachyderes apicalis Candèze, 1865
- Pachyderes bakeri Fleutiaux, 1940
- Pachyderes borneensis Fleutiaux, 1940
- Pachyderes coccineus Candèze, 1859
- Pachyderes demangei Fleutiaux, 1918
- Pachyderes diehli Bouwer, 1992
- Pachyderes dorsalis Fleutiaux, 1940
- Pachyderes macrothorax Wiedemann, 1823
- Pachyderes malaysianus Schimmel, 2006
- Pachyderes minor Candèze, 1889
- Pachyderes niger Candèze, 1878
- Pachyderes philippinus Fleutiaux, 1940
- Pachyderes pusillus Schimmel, 2006
- Pachyderes ruficollis Guérin-Méneville, 1834
- Pachyderes similis Fleutiaux, 1940
- Pachyderes suginoi Arimoto, 1993
- Pachyderes vitalisi Fleutiaux, 1928